# La gitanilla (pel·lícula)
La gitanilla és una pel·lícula espanyola del 1940 en blanc i negre dirigida per Fernando Delgado de Lara amb guió de Rafael Gil basat en la novel·la homònima de les Novelas ejemplares de Miguel de Cervantes. Fou protagonitzada per Estrellita Castro i va ser la tercera adaptació cinematogràfica de la novel·la.

## Sinopsi
La pel·lícula narra la història d'amor de la gitana Preciosa i un home noble, Juan de Cárcamo, que es fa gitano amb el nom d'Andrés Caballero per a posar a prova la sinceritat de les seves declaracions d'amor.

## Repartiment
- Manuel Arbó - Juan de Carcamo
- Estrellita Castro - Preciosa
- Concha Catalá - Doña Guiomar de Meneses
- Manuel González - Corregidor

## Recepció
la pel·lícula va rebre crítiques negatives de part dels crítics espanyols, que en destacaven les errades a nivell tècnic. Tot i això, va rebre el premi al millor guió als Premis del Sindicat Nacional de l'Espectacle de 1941.